# Richard Stempel
Richard Stempel (ur. 18 czerwca 1891 w Chemnitz, zm. 26 stycznia 1943 w Stalingradzie) – niemiecki dowódca wojskowy z czasów II wojny światowej w stopniu generała porucznika. Nagrodzony Złotym Krzyżem Niemieckim

## Życiorys
Od października 1937 dowódca 10 Pułku Piechoty, który brał udział w kampanii wrześniowej w 1939 w Polsce. W październiku 1939 w wyniku zmian organizacyjnych w 4 Dywizji Piechoty, przestał być dowódcą tego pułku. Od sierpnia 1940 do października 1941 dowodził 14 Brygadą Strzelców ze składu 14 Dywizji Pancernej. W kwietniu 1941 został awansowany na stopień Generalmajora. W kwietniu 1942 odznaczony Niemieckim Krzyżem w Złocie. Wtedy też objął stanowisko dowódcy 371 Dywizji Piechoty. W grudniu 1942 roku został awansowany na stopień Generalleutnanta. Jego dywizja wchodziła w skład 6 Armii, która w 1943 roku skapitulowała pod Stalingradem. Na kilka dni przed kapitulacją popełnił samobójstwo. Jego syn - porucznik Joachim Stempel również walczył w stalingradzkim kotle i dostał się do niewoli, którą przeżył.
Jest on autorem wspomnień, które w Polsce ukazały się w antologii Od Stalingradu do Berlina. Wspomnienia niemieckich żołnierzy z frontu wschodniego (2010).